# Home of the Brave (1986)
Home of the Brave (Brasil: Berço dos Bravos ) é um documentário norte-americano de 1985 dirigido por Helena Solberg para o canal PBS.

## Sinopse
Nesse filme Índios – e somente Índios – falam sobre as ameaças contemporâneas que estão encarando nos tempos de hoje. Não são mais os Conquistadores ou a Cavalaria americana. Agora é o desenvolvimento industrial que está acabando com suas terras tradicionais. Filmado em três continentes: os EUA com os Hopi e Navajo; Amazônia, e no altiplano de Bolívia, e em Genebra onde Índios das Américas se juntam para criar uma rede internacional indígena.